# 石尾治一
石尾 治一（いしお はるかず）は、安土桃山時代から江戸時代初期にかけての武将。旗本。

## 生涯
弘治3年（1557年）、荒木村重の一族である荒木元清の三男として生まれた。
村重の乱で一族の大半は亡くなるが、天正8年（1580年）、摂津花隈城は開城して降伏したので、父・元清、治一、弟・元満は、難を逃れた。（後に）豊臣秀吉に仕えた。
時期はわからないが、治一は荒木姓から石尾姓に改める。
秀吉馬廻で、黄母衣衆に選ばれた。
文禄元年（1592年）、肥前名護屋城に駐屯。『松浦古事記』によれば、三ノ丸御番衆の御馬廻組で、五番中井組（中井平右衛門）に属した。
文禄3年（1594年)、伏見城普請の奉行。『甫庵太閤記』によれば、普請奉行六人の一人に選ばれていたという。
慶長3年（1598年）に子の十兵衛を使者として徳川秀忠に挨拶状を送り、返事をもらった。
慶長5年（1600年）の関ヶ原の戦いでは西軍に与して失領し、黒田長政に身柄を預けられたが、慶長8年（1603年）に赦免を受けて京都に住んだ。
慶長19年（1614年）の大坂冬の陣では、招かれて有馬豊氏の軍勢に加わった。
慶長20年（1615年）より徳川秀忠に仕え、5月の大坂夏の陣では、本多忠純隊に加わって従軍した。
寛永8年（1631年）に死去。享年75。